# Niederholzklau
Niederholzklau ist ein Stadtteil von Freudenberg im Kreis Siegen-Wittgenstein in Nordrhein-Westfalen mit rund 150 Einwohnern.

## Geschichte
Im Jahr 1256 wurde das Dorf erstmals urkundlich erwähnt.
Der Stadtteil hat 186 Einwohner (Stand 31. Dezember 2016) und ist somit der zweitkleinste Stadtteil von Freudenberg nach Mausbach. Er grenzt an die Freudenberger Stadtteile Oberholzklau und Alchen sowie an den Siegener Stadtteil Langenholdinghausen. Durch den Ort führt die Landesstraße L 564.
Der Ort gehörte bis zum 31. Dezember 1968 als eigenständige Gemeinde dem Amt Freudenberg an. Am 1. Januar 1969 wurde Niederholzklau ein Stadtteil der Stadt Freudenberg.

## Einwohnerzahlen
Einwohnerzahlen des Ortes:
| Jahr | Einwohner |
| ---- | --------- |
| 1818 | 54        |
| 1885 | 54        |
| 1895 | 49        |
| 1905 | 40        |
| 1910 | 39        |
| 1925 | 45        |

| Jahr | Einwohner |
| ---- | --------- |
| 1933 | 56        |
| 1939 | 60        |
| 1950 | 88        |
| 1961 | 77        |
| 1967 | 91        |
| 1994 | 169       |

| Jahr | Einwohner |
| ---- | --------- |
| 2000 | 156       |
| 2008 | 160       |
| 2010 | 159       |
| 2011 | 165       |
| 2013 | 175       |
| 2016 | 186       |

| Jahr | Einwohner |
| ---- | --------- |
| 2017 | 189       |
| 2019 | 154       |
| 2020 | 160       |
| 2021 | 152       |
| 2022 | 151       |
| 2024 | 149       |

Anmerkung: Einwohnerzahl 2008: 30. Juni.

## Ehemalige Ortsvorsteher
- 1979–2004: Kurt Schmolz (1935–2015)[15]